# La Harmoye
La Harmoye [la aʁmwa] est une commune française située dans le département des Côtes-d'Armor, en région Bretagne.

## Géographie

### Localisation
La Harmoye fait partie du canton de Plélo et de Saint-Brieuc Armor Agglomération.
|                | Saint-Bihy            | Lanfains |
| Le Haut-Corlay | La Harmoye            |          |
|                | Saint-Martin-des-Prés | Le Bodéo |

### Relief et hydrographie
La cime de Kerchouan, dont le sommet se dresse à l'extrémité nord-ouest de la commune, avec une altitude de 318 mètres, en constitue le point culminant. L'Oust y prend sa source au pied de la cime de Kerchouan. Son cours longe le territoire communal à l'ouest et matérialise la limite avec les communes de Le Haut-Corlay et Saint-Martin-des-Prés.

### Hydrographie
Pour un article plus général, voir Réseau hydrographique des Côtes-d'Armor.
La commune est située dans le bassin Loire-Bretagne. Elle est drainée par l'Oust et un autre petit cours d'eau,.
L'Oust, d'une longueur de 145 km, prend sa source dans la commune  et se jette  dans la Vilaine à Rieux, après avoir traversé 46 communes.  Les caractéristiques hydrologiques de l'Oust sont données par la station hydrologique située sur la commune de Saint-Martin-des-Prés. Le débit moyen mensuel est de 0,376 m3/s. Le débit moyen journalier maximum est de 9,22 m3/s, atteint lors de la crue du 18 décembre 1981. Le débit instantané maximal est quant à lui de 14,8 m3/s, atteint le 17 octobre 1981.

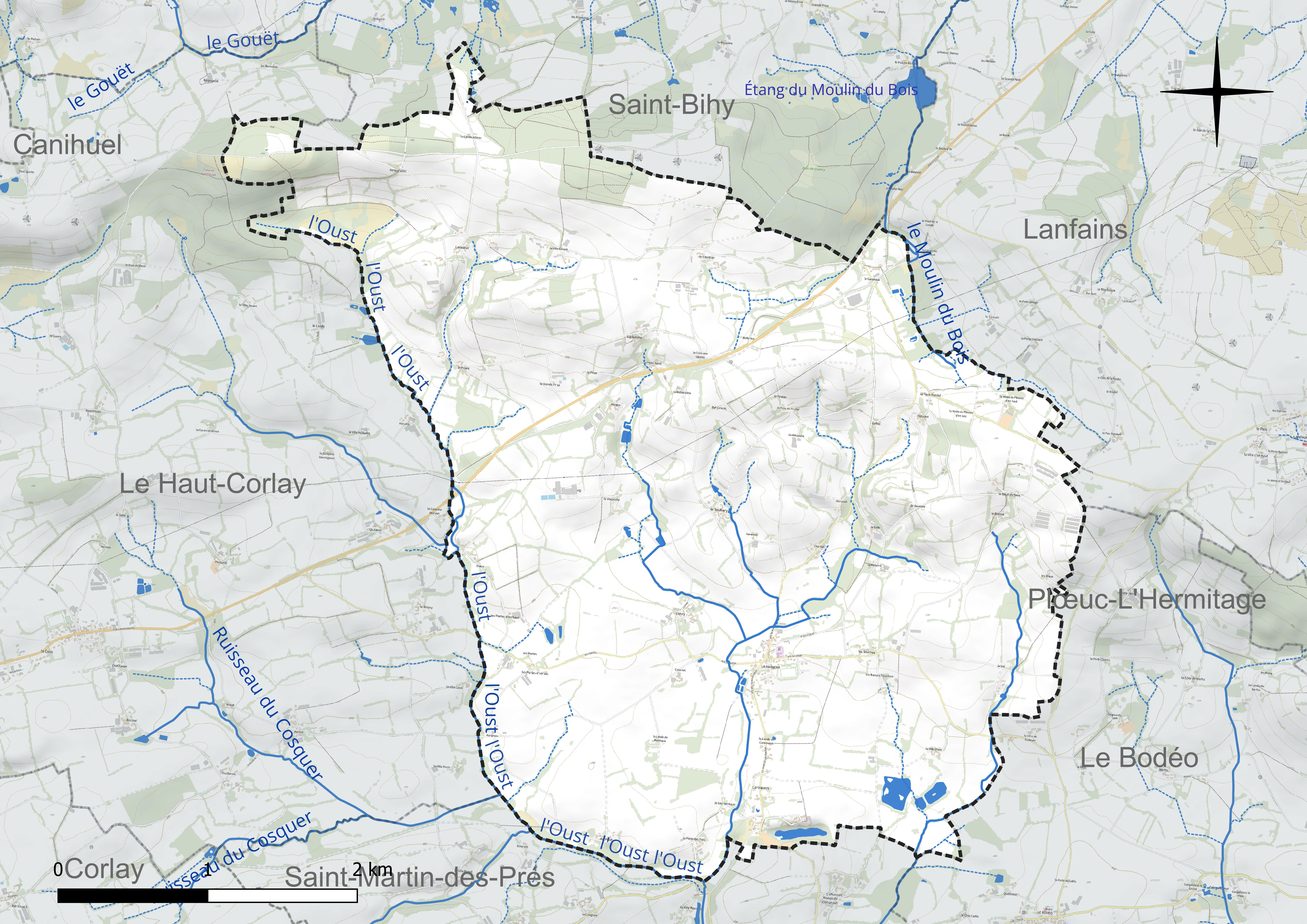
Réseau hydrographique de la Harmoye.

### Climat
Pour des articles plus généraux, voir Climat de la Bretagne et Climat des Côtes-d'Armor.
En 2010, le climat de la commune est de type climat océanique franc, selon une étude du CNRS s'appuyant sur une série de données couvrant la période 1971-2000. En 2020, Météo-France publie une typologie des climats de la France métropolitaine dans laquelle la commune est exposée à un climat océanique et est dans la région climatique  Finistère nord, caractérisée par une pluviométrie élevée, des températures douces en hiver (6 °C), fraîches en été et des vents forts. Parallèlement l'observatoire de l'environnement en Bretagne publie en 2020 un zonage climatique de la région Bretagne, s'appuyant sur des données de Météo-France de 2009. La commune est, selon ce zonage, dans la zone « Intérieur  », exposée à un climat médian, à dominante océanique.  
Pour la période 1971-2000, la température annuelle moyenne est de 10,9 °C, avec  une amplitude thermique annuelle de 11,7 °C. Le cumul annuel moyen de précipitations est de 929 mm, avec 14,7 jours de précipitations en janvier et 7,5 jours en juillet. Pour la période 1991-2020, la température moyenne annuelle observée sur la station météorologique la plus proche, située sur la commune de Kerpert à 13 km à vol d'oiseau, est de 10,8 °C et le cumul annuel moyen de précipitations est de 1 088,9 mm,. Pour l'avenir, les paramètres climatiques de la commune estimés pour 2050 selon différents scénarios d’émission de gaz à effet de serre sont consultables sur un site dédié publié par Météo-France en novembre 2022.

## Urbanisme

### Typologie
Au 1er janvier 2024, La Harmoye est catégorisée commune rurale à habitat très dispersé, selon la nouvelle grille communale de densité à 7 niveaux définie par l'Insee en 2022.
Elle est située hors unité urbaine. Par ailleurs la commune fait partie de l'aire d'attraction de Saint-Brieuc, dont elle est une commune de la couronne,. Cette aire, qui regroupe 51 communes, est catégorisée dans les aires de 200 000 à moins de 700 000 habitants,.

### Occupation des sols

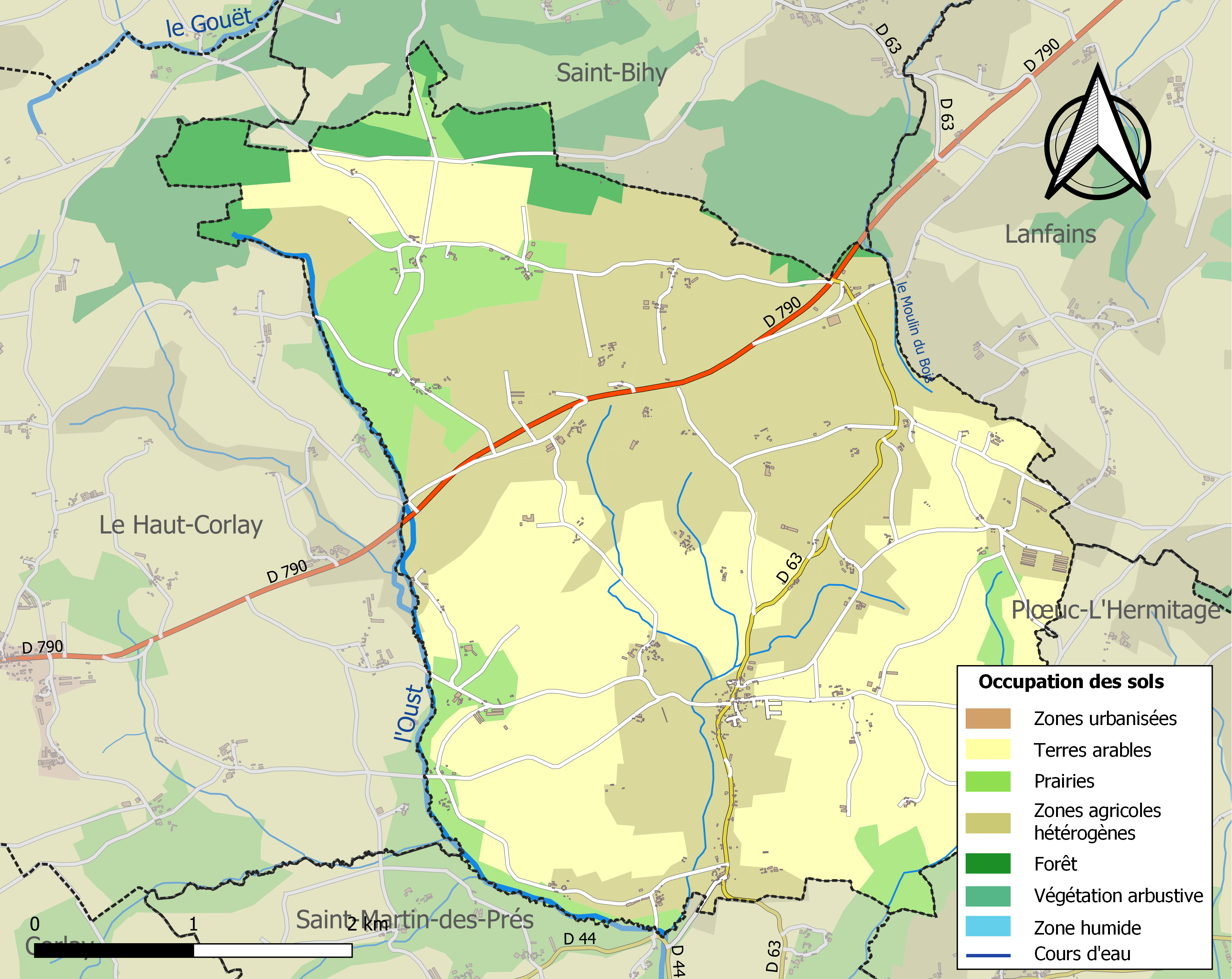
Carte des infrastructures et de l'occupation des sols de la commune en 2018 (CLC).

Le tableau ci-dessous présente l'occupation des sols de la commune en 2018, telle qu'elle ressort de la base de données européenne d’occupation biophysique des sols Corine Land Cover (CLC).
| Type d’occupation                                                                   | Pourcentage | Superficie (en hectares) |
| ----------------------------------------------------------------------------------- | ----------- | ------------------------ |
| Terres arables hors périmètres d'irrigation                                         | 38,9 %      | 695                      |
| Prairies et autres surfaces toujours en herbe                                       | 11,5 %      | 205                      |
| Systèmes culturaux et parcellaires complexes                                        | 36,8 %      | 657                      |
| Surfaces essentiellement agricoles interrompues par des espaces naturels importants | 7,7 %       | 138                      |
| Forêts de feuillus                                                                  | 2,8 %       | 50                       |
| Forêts mélangées                                                                    | 2,3 %       | 41                       |
| Source : Corine Land Cover                                                          |             |                          |

## Toponymie
Le nom vient du breton « lann » (ermitage) et de Hermoet (saint Harmoy, Harmoël) un saint breton du haut Moyen Âge, anachorète qui se retira dans les bois de Quellenec au VIe siècle.
Il a été écrit de différentes façons au cours des siècles : Lanhermoët(1249), La Hermoët(1549), La Hermois(1679), La Harmoy(1801), La Harmoye(1809) nom officialisé en octobre 1877. En est issu le nom de famille des anciens seigneurs d'une grande partie du territoire actuel de la commune : la famille De La Hermoët.
La prononciation du nom de la localité en breton a été relevée sous la forme Lac'harmoed par Marsel Klerg. La forme normalisée bretonne de la ville proposée par la Commission de Toponymie de l'ICB est Lanhervoed.

## Histoire

### Le Moyen Âge
Lanhermoët (nom que portait alors La Harmoye), trève de la paroisse du Bodéo, avait titre de paroisse dès 1249 et dépendait de l'évêché de Quimper.
La paroisse se trouve dans le territoire historique breton Fañch.

### LeXIXesiècle
Au XIXe siècle, des fours à chaux existaient à Cartravers en La Harmoye.

### LeXXesiècle

#### Les guerres duXXesiècle
Le monument aux morts porte les noms de 48 soldats morts pour la Patrie :
- 44 sont morts durant la Première Guerre mondiale ;
- 4 sont morts durant la Seconde Guerre mondiale.

### LeXXIesiècle
Le 21 septembre 2021, un bar-restaurant a rouvert à La Harmoye.

## Héraldique
| Blason | Blasonnement : D'or à la croix engrêlée d'azur. |

## Politique et administration
| Période                                  | Période                   | Identité                                        | Étiquette    | Qualité                                                        |
| ---------------------------------------- | ------------------------- | ----------------------------------------------- | ------------ | -------------------------------------------------------------- |
| Les données manquantes sont à compléter. |                           |                                                 |              |                                                                |
| avant 1948                               | mars 1965                 | Julien Dubois                                   |              |                                                                |
| mars 1965                                | mars 1983                 | Arthur Charles                                  | MRP puis DVD | Cultivateur Député des Côtes-du-Nord (1re circ.) (1968 → 1973) |
| mars 1983                                | mars 1989                 | Robert Trieux (1915-2003)                       |              | Retraité de la SNCF                                            |
| mars 1989                                | mars 2008                 | Gilbert Bannier (1937-2020)                     | PS           | Éleveur Président de la CC du Pays de Quintin (1996 → 2008)    |
| mars 2008                                | En cours (au 23 mai 2020) | Michel Le Duault Réélu pour le mandat 2020-2026 | DVD          | Électricien retraité                                           |

## Démographie
| 1793  | 1800  | 1806  | 1821  | 1831  | 1836  | 1841  | 1846  | 1851  |
| ----- | ----- | ----- | ----- | ----- | ----- | ----- | ----- | ----- |
| 1 538 | 1 235 | 1 265 | 1 265 | 1 365 | 1 244 | 1 230 | 1 293 | 1 206 |

| 1856  | 1861  | 1866  | 1872  | 1876  | 1881  | 1886 | 1891 | 1896 |
| ----- | ----- | ----- | ----- | ----- | ----- | ---- | ---- | ---- |
| 1 184 | 1 130 | 1 152 | 1 147 | 1 087 | 1 030 | 978  | 985  | 993  |

| 1901  | 1906 | 1911 | 1921 | 1926 | 1931 | 1936 | 1946 | 1954 |
| ----- | ---- | ---- | ---- | ---- | ---- | ---- | ---- | ---- |
| 1 023 | 971  | 985  | 896  | 818  | 740  | 725  | 695  | 642  |

| 1962 | 1968 | 1975 | 1982 | 1990 | 1999 | 2006 | 2008 | 2013 |
| ---- | ---- | ---- | ---- | ---- | ---- | ---- | ---- | ---- |
| 585  | 555  | 464  | 424  | 374  | 383  | 414  | 423  | 395  |

| 2018 | 2022 | - | - | - | - | - | - | - |
| ---- | ---- | - | - | - | - | - | - | - |
| 376  | 379  | - | - | - | - | - | - | - |

## Culture locale et patrimoine

### Lieux et monuments

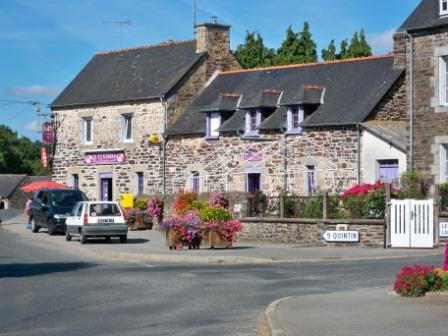
Place de l'Église.
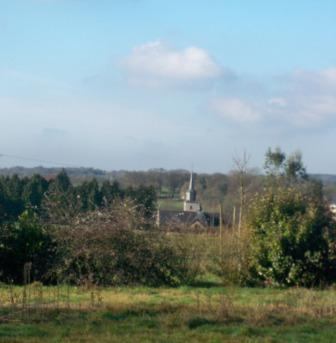
Église Saint-Gildas.
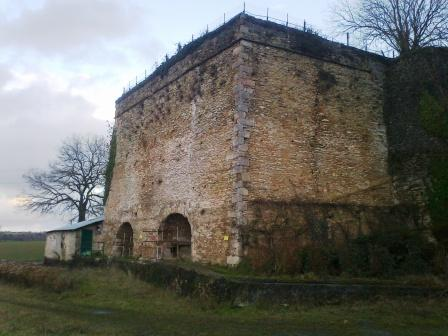
Ancien four à chaux Cartravers.
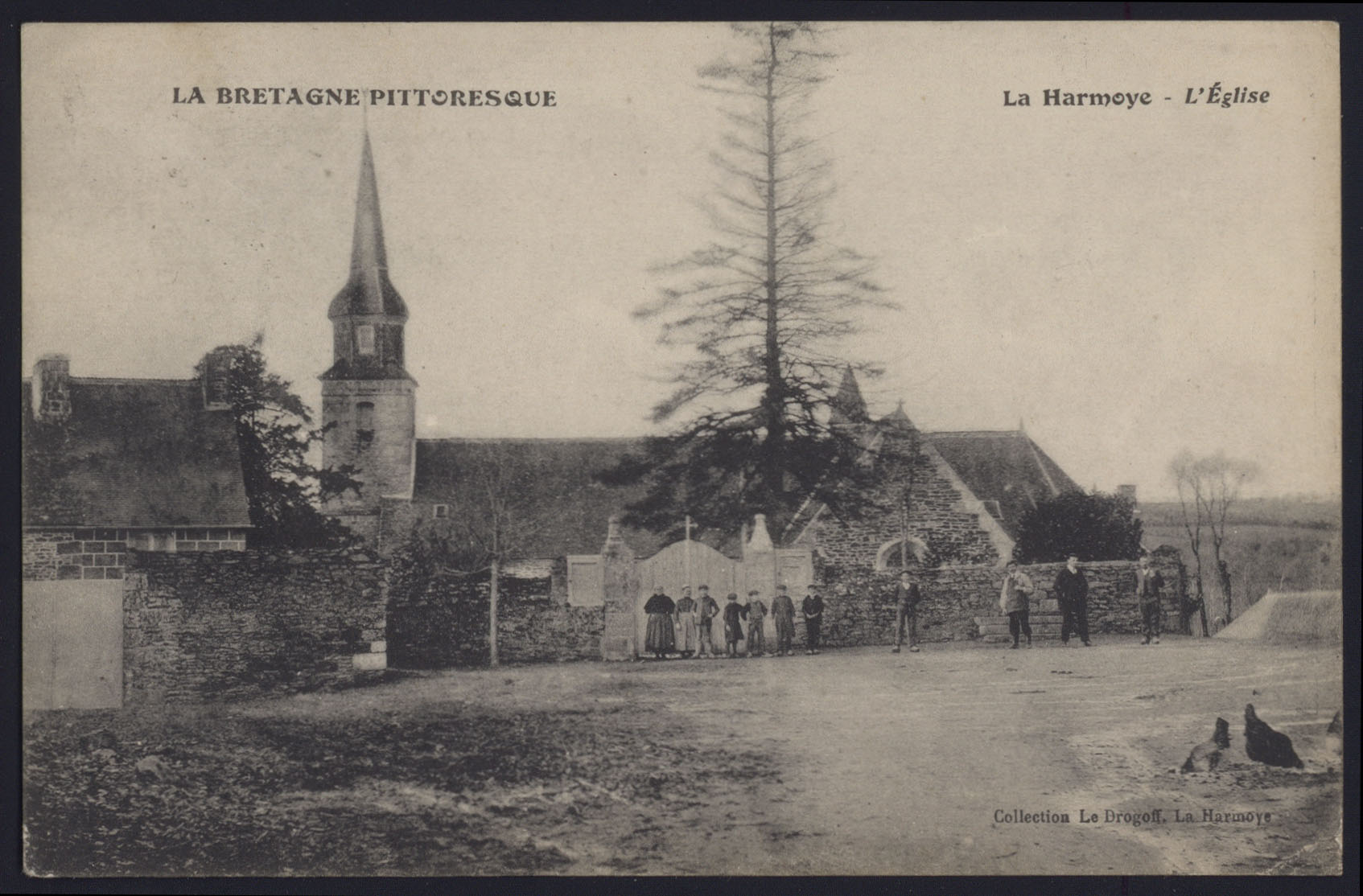
Église de La Harmoye au début du XXe siècle

### Personnalités liées à la commune
- Arthur Charles (1919-2013), homme politique, maire de la commune.